# Charbielin (Grande-Pologne)
Pour les articles homonymes, voir Charbielin.
Charbielin (prononciation : [xarˈbjɛlin]) est un village polonais de la gmina de Włoszakowice dans le powiat de Leszno de la voïvodie de Grande-Pologne dans le centre-ouest de la Pologne.
Il se situe à environ 6 kilomètres au nord de Włoszakowice (siège de la gmina), à 20 kilomètres au nord-ouest de Leszno (siège du powiat) et à 60 kilomètres au sud-ouest de Poznań (capitale régionale).
Le village possédait une population de 86 habitants en 2008.

## Histoire
De 1975 à 1998, le village faisait partie du territoire de la voïvodie de Leszno.

Depuis 1999, Charbielin est situé dans la voïvodie de Grande-Pologne.